# 1848 au Bas-Canada
Cet article traite des événements survenus en 1848 au Canada-Est. 

## Événements

### Janvier
- 24 janvier : Retour des « brefs d'élection ». Les réformistes remportent une majorité d'environ 40 sièges. Louis-Joseph Papineau est également élu dans Saint-Maurice. Le gouvernement est toutefois fragile.

### Mars
- 3 mars : Une motion de censure du gouvernement est présentée par Robert Baldwin et appuyée par Louis-Hippolyte La Fontaine. La chute du gouvernement est imminente.
- 7 mars : Le gouverneur Elgin convoque Baldwin et La Fontaine pour former un nouveau gouvernement.
- 11 mars : Le nouveau gouvernement Baldwin-La Fontaine est assermenté.
- 14 mars : Louis-Joseph Papineau prononce un discours, son premier depuis son retour en politique. Il dénonce l'Acte d'Union et demande son abolition. Il se prononce contre le vote des subsides pour l'année en cours parce que les conseillers exécutifs sont absents. Il dénonce aussi les réformistes, qu'il trouve trop tièdes[1].

### Août
- 14 août : Faisant suite à la demande formelle des élus du Canada-Uni en janvier 1845, le Parlement de Londres révoque finalement la clause de l'Acte d'Union qui interdit d'utiliser le français dans les débats[1].